# Desmanhata (Ort)
Desmanhata ist eine osttimoresische Siedlung im Suco Madabeno (Verwaltungsamt Laulara, Gemeinde Aileu).

## Geographie und Einrichtungen
Desmanhata liegt an der Überlandstraße von Aileu und Maubisse im Süden und der Landeshauptstadt Dili im Norden, auf einer Meereshöhe von 1251 m. Südlich der Straße gehört die Siedlung zur Aldeia Remapati, nördlich zur Aldeia Desmanhata, deren Sitz sich im Ort befindet. Die Siedlung bildet den östlichen Teil (Bairo) des Dorfes Matapati. Der Westteil heißt Remapati und liegt vollständig in der gleichnamigen Aldeia.
Östlich liegt an der Überlandstraße der Nachbarort Manehalo (Aldeia Manehalo). Eine kleine Straße führt nach Norden zu den Dörfern Malaeurhei (Aldeia Desmanhata), Madabeno (Aldeia Manufoni) und Lisimu (Aldeia Manehalo).